# Holzheizkraftwerk Berlin-Neukölln/Gropiusstadt
Das Holzheizkraftwerk Berlin-Neukölln/Gropiusstadt ist ein Kraftwerk zur Fernwärmeversorgung des Berliner Ortsteils Gropiusstadt. Es befindet sich am Teltowkanal im Berliner Ortsteil Rudow (Bezirk Neukölln) und wird von der Innogy SE betrieben.

## Leistungsdaten
Nach Angaben des Betreibers stellt das Kraftwerk 65 Megawatt thermische Leistung und 20 Megawatt elektrische Leistung bereit. Zusätzlich stehen drei gasbefeuerte Spitzenlastkessel mit jeweils 33 Megawatt thermisch zur Verfügung. Der erzeugte Strom wird nach den Regelungen im Erneuerbare-Energien-Gesetz in das Stromnetz eingespeist.
Das Kraftwerk benötigt etwa 240.000 Tonnen Holz pro Jahr, das sich aus Frischholz und Altholzkategorien nach deutscher Abfallverordnung zusammensetzt. Die Rauchgasreinigung erfolgt nach Eindüsung von Aktivkoks und Kalkhydrat durch einen Gewebefilter. Dabei werden Emissionswerte erreicht, die weitenteils erheblich unter den genehmigten Werten liegen.